# Parategeticula pollenifera
Parategeticula pollenifera är en fjärilsart som beskrevs av Davis 1967. Parategeticula pollenifera ingår i släktet Parategeticula och familjen knoppmalar. Inga underarter finns listade i Catalogue of Life.